# Dirofilaria immitis

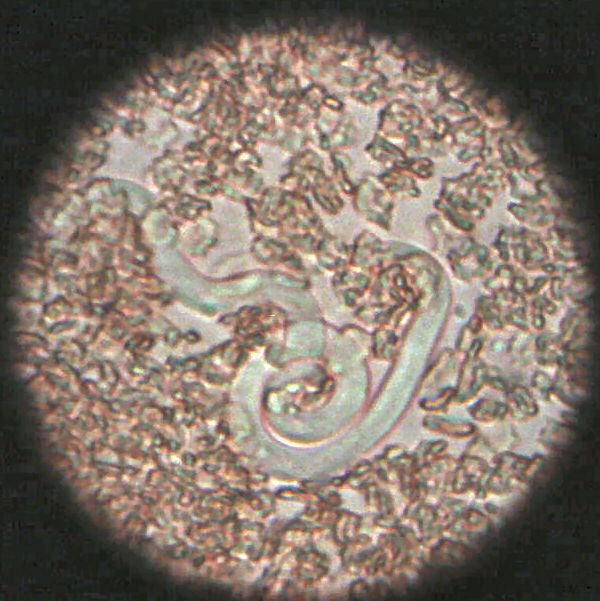
Microfilaria ad un ingrandimento 400x al microscopio ottico

Dirofilaria immitis è un nematode appartenente, al pari di Dirofilaria repens, alla superfamiglia dei Filariroidea, famiglia Onchocercidae. Dirofilaria immitis è l'agente eziologico della dirofilariosi, una elmintiasi degli animali selvatici e domestici trasmissibile accidentalmente all'uomo.

## Morfologia
Dirofilaria immitis adulto è un nematode sottile e filiforme, le cui dimensioni variano da 12 a 17 cm di lunghezza nel maschio e 25–32 cm nella femmina. Il maschio presenta l'estremità caudale a forma di spirale lassa, mentre la femmina presenta la vulva posizionata caudalmente subito alla fine dell'esofago.
Le Dirofilarie sono nematodi larvipari; il primo stadio larvale (L1), viene trasportato dal flusso ematico sangue dei vertebrati ospiti verso la circolazione periferica ove potranno essere ingerite dall'ospite intermedio (zanzara) durante il pasto di sangue; le larve L1 (microfilarie) misurano, circa, 300-320 μm. È stato evidenziato che le microfilarie sono in grado di concentrarsi nei vasi cutanei durante le ore notturne e le prime ore diurne per massimizzare il loro recupero da parte dell'ospite intermedio.

## Ciclo vitale
Dirofilaria immitis è un parassita caratterizzato dall'avere un ciclo indiretto, ovvero non si trasmette direttamente per esempio da cane a cane ma passa attraverso un ospite intermedio in cui completa il proprio ciclo vitale; nel caso specifico gli ospiti intermedi sono zanzare appartenenti ai generi Culex, Aedes, Culiseta e Anopheles. All'interno della zanzara le larve di stadio L1 maturano ad L3 nell'intestino e, quindi, migrano alle ghiandole salivari; durante il pasto di sangue, le zanzare iniettano, assieme alla saliva, le larve L3 nell'ospite definitivo. Le specie ricettive sono: cane (più suscettibile), gatto, furetto, lupo. Nell'ospite definitivo (per esempio, il cane) le L3 si localizzano, inizialmente nel tessuto sottocutaneo dell'ospite, dove maturano ad L5 in circa 3 mesi. Le L5, quindi, penetrano attivamente nel sistema venoso e, attraverso questo, raggiungono l'arteria polmonare dove si localizzano e mutano ad adulti infettanti maschi e femmine i quali si accoppiano. Le femmine rilasciano microfilarie che migrano attraverso il sangue e i tessuti e vengono poi risucchiate dagli insetti vettori dove completano il ciclo.

## Patogenesi
Gli adulti vanno ad occupare parzialmente il lume dell'arteria polmonare, e non di rado, occupano parzialmente anche il lume del ventricolo destro. La prima descrizione del cuore destro del cane invaso da parassiti fu opera ai primi del XVII secolo dell'italiano Francesco Birago (1562-1640) in un suo trattato sulla caccia. I vermi viventi sono in genere resistenti all'azione immunitaria dell'ospite; la sintomatologia clinica (per esempio, l'eosinofilia) dipende spesso dalla risposta dell'ospite nei confronti delle microfilarie o dei parassiti morti o morenti. La prepatenza, cioè il tempo tra l'ingestione delle larve e la sintomatologia iniziale, è di 6 mesi nel cane e 8 mesi nel gatto, con una vita media del parassita di 5 anni nel cane e 3 anni nel gatto.
L'azione patogena è da attribuirsi a diversi fattori:
1. riduzione del flusso arterioso verso i polmoni
2. azione infiammatoria sull'endotelio vasale che porta ad un proliferazione dell'intima con possibile formazione di granulomi
3. azione emolitica data dal movimento "a mo' di frusta" delle filarie, provocato dalle turbolenze di flusso ematico che si creano in prossimità della valvola tricuspide
4. embolia successiva alla morte del parassita adulto all'interno di una cavità cardiaca o di un'arteria

## Dirofilariosi umana
L'ambiente umano non è adatto allo sviluppo delle larve fino allo stato adulto. Nell'uomo Dirofilaria immitis raramente si localizza a livello cardiaco; ma poi muore, embolizza e si insedia in una ramificazione dell'arteria polmonare. La maggior parte dei pazienti rimane asintomatica.
La dirofilariosi è una patologia molto rara nel Vecchio mondo, mentre è relativamente frequente nelle Americhe e in Giappone.
Va precisato che l'ospite intermedio, ossia la zanzara, tende comunque a preferire, per il proprio pasto, il sangue altri animali invece di quello dell'uomo. La diagnosi è in genere difficile e richiede l'aiuto di uno specialista. Anche la terapia medica è poco soddisfacente, anche se i risultati sono incoraggianti, e prevede l'impiego di farmaci sia per uccidere le microfilarie che per eliminare i vermi adulti.